# Euskaltel
Euskaltel, S.A. er en spansk telekommunikationsvirksomhed fra Derio i Baskerlandet. Det blev etableret i 1995 gennem et samarbejde mellem Baskerlandets styre og flere baskiske banker. Euskaltel driver fibernetværk i regionen i samarbejde med det baskiske gasselskab. Teleselskaberne R Cable og Telecable som datterselskaber. Euskaltel har ikke licens til at drive eget mobilnetværk, men de har en aftale om at benytte Orange Españas netværk til deres mobiltelefoniselskaber.
Euskaltel er hovedsponsor for UCI Pro-cykelholdet Euskaltel-Euskadi.